# Francesc Carròs i de Cruïlles
Francesc Carròs i de Cruïlles (? - ca.1339) fou almirall de la Corona d'Aragó i governador del Regne de Sardenya i Còrsega (1325), fou el tercer senyor de la Baronia de Rebollet.
Nomenat almirall de la Corona d'Aragó en 1313, va participar en la conquesta aragonesa de Sardenya. Assetjat el castell de Càller per Dalmau VII de Rocabertí, la flota de Francesc Carròs i de Cruïlles, amb tropes de Ramon de Peralta i Bernat I de Cabrera va costejar l'illa, prenent algunes posicions, i evitant amb la seva flota el desembarcament pisà a Palma di Sulci per aixecar el Setge de Castel di Castro, on es trobava l'infant Alfons, de l'estol pisà comandat per Manfredi della Gherardesca. El 29 de febrer l'infant Alfons per terra i l'almirall Francesc Carròs per mar, derroten als pisans a la batalla de Lucocisterna, tot i que Manfredi della Gherardesca i 500 homes aconseguiren arribar al castell, mentre la resta dels pisans es dispersava. Finalment, el 19 de juny, es signa la capitulació, segons la qual Pisa cedeix a Jaume el Just tots els drets sobre Sardenya tret de Càller. Finalment, després de la derrota de pisans i genovesos a la batalla naval de Càller, van haver de cedir la darrera ciutat que conservaven. Succeí al seu fill Berenguer Carròs i Llòria com a governador del Regne en 1324.
La línia política de Carròs progressivament va perdre el suport del rei, fins que Francesc Carròs i Llòria fou substituït al comandament de les forces de terra per a finals de 1325 per Ramon de Peralta.
El 1326, Ramon de Peralta fou enviat amb reforços, sent atacat pels pisans a Bonaire, però Carròs no sortí a ajudar-lo, començant una dura enemistat entre els dos, fins a ser rellevats per Bernat de Boixadors i Felip de Boïl. Carròs fou detingut, dut a Catalunya, on fou perdonat pel rei, que lo donà en 1331 el senyoriu de Rebollet.
Es va casar amb Estefania de Lloria, emparentada amb Roger de Lloria.
- Francesc Carròs i Llòria
- Berenguer Carròs i Llòria, governador del Regne de Sardenya i Còrsega en 1324
- Jaume Carròs i Llòria
- Francesca Carròs i Llòria
- Nicolau Carròs i Llòria
- Estefania Carròs i Llòria